# Морска карта (Скандинавия)
Мо̀рска ка̀рта (на латински: Carta marina) е най-ранната карта на Скандинавия, която дава детайли и имена на местности. Тя е произвеждана в продължение на 12 години като първите копия са отпечатани пре 1539 г. във Венеция.
Картата е създадена в Рим от шведа Улаф Магнус (1490–1557), който пристигнал на дипломатическо посещение на Шведското правителство и останал, най-вероятно заради брат си.

## Таблица на народите
В долния десен ъгъл на картата е нарисувана таблица на народите. За нея Улаф Магнус казва:
| „ | Готът Улаф към благосклонния читател. Прелюбезни читателю, понеже остров Скандия е наречен от Плиний „друг свят“ и от гота Йорданес и от Павел Дякон „утроба или работилница за народи“, и цял сонм от писатели свидетелстват, че оттам, подобно на пчели или буйни води, са произлезли много народи, счетох за полезно да посоча в долната таблица имената на няколко народа, дошли оттам. | “ |
| Обръщение на Улаф Магнус към читателите, което се намира над таблицата на народите в долния десен ъгъл. | |   |

В тази таблица, в края на последната колона, са споменати и българите.
В картата, както и в двете си книги, Улаф прокарва идеята за скандинавските народи като основен двигател на европейската (и не само) история.
|  | Тази страница частично или изцяло представлява превод на страницата Carta Marina в Уикипедия на английски. Оригиналният текст, както и този превод, са защитени от Лиценза „Криейтив Комънс – Признание – Споделяне на споделеното“, а за съдържание, създадено преди юни 2009 година – от Лиценза за свободна документация на ГНУ. Прегледайте историята на редакциите на оригиналната страница, както и на преводната страница, за да видите списъка на съавторите. ВАЖНО: Този шаблон се отнася единствено до авторските права върху съдържанието на статията. Добавянето му не отменя изискването да се посочват конкретни източници на твърденията, които да бъдат благонадеждни. |